# Fotograf z Mauthausen
Fotograf z Mauthausen (hiszp. El fotógrafo de Mauthausen) – hiszpański dramat wojenny z 2018 roku w reżyserii Mar Targarona.

## Fabuła
Bohaterem filmu jest dwudziestokilkuletni hiszpański więzień, Francisco Boix, który został pomocnikiem fotografa w obozie koncentracyjnym w Mauthausen. W pierwszych latach wojny Niemcy czują się tak pewnie, że skrupulatnie dokumentują swoje zbrodnie. Francisco wykonuje fotografie więźniów, którzy przybywają do obozu, dokumentuje też codzienne okrutne życie więźniów, a także ich śmierć. Francisco zamierza pokazać całemu światu prawdę o zbrodniach, do jakich dochodzi w obozie koncentracyjnym Mauthausen-Gusen.

## Obsada
- Mario Casas – jako Francisco Boix
- Richard van Weyden – Paul Ricken
- Alain Hernández – Valbuena
- Stefan Weinert – Franz Ziereis